# Internationella matematikerkongressen 1897
Internationella matematikerkongressen 1897 var den första Internationella matematikerkongressen som hölls i Zürich, Schweiz från 9 augusti till 11 augusti 1897.
Även om den anses vara den första internationella matematikkongressen, var den första faktiskt 1893.
På kongressens affisch syntes relevanta matematiker från 1800-talet: Jakob Bernoulli, Johann Bernoulli, Daniel Bernoulli, Leonhard Euler och Jakob Steiner.
På kongressen deltog 208 matematiker från 16 länder, varav 12 från Ryssland och 7 från USA. Fyra deltagare var kvinnor: Iginia Massarini, Vera von Schiff, Charlotte Scott och Charlotte Wedell.

## Vetenskapliga aspekter
Den internationella kongresskommittén skickade en inbjudan i januari 1897, skriven av flera matematiker. I cirkuläret begärdes att alla frågor om kongressen skulle riktas till Carl Friedrich Geiser från Küsnacht-Zürich. Cirkuläret skickades till 2000 matematiker och matematiska fysiker, några med texten på tyska och andra på franska.

## Bakgrund
Georg Cantor var en av de första som främjade internationella matematikkonferenser. 1888 föreslog han ett möte mellan tyska och franska matematiker och senare, mellan 1894 och 1896, kontaktade han flera stora matematiker och föreslog en internationell konferens. Han fick stöd av Felix Klein, Heinrich Weber, Émile Lemoine och andra. Cantor föreslog att en provkonferens skulle hållas 1897, antingen i Schweiz eller Belgien.
Han insåg att neutrala alternativ behövdes för franska och tyska matematiker att delta. Han föreslog att den första kungliga konferensen skulle äga rum i Paris 1900. Det stod snabbt klart att av de två alternativen var Schweiz det mest privilegierade för sitt internationella rykte. German Mathematical Society och French Mathematical Society stödde dessa idéer och gick med på att kontakta Carl Geiser i Zürich.

## Konsekvenser
Kongressen 1897 var så framgångsrik att den istället för att se den som en provkongress blev den första Internationella matematikerkongressen.